# Luftkämpfe. Ein Tag bei einer Jagdstaffel im Westen
Luftkämpfe. Ein Tag bei einer Jagdstaffel im Westen ist ein kurzer deutscher Dokumentar-Stummfilm aus dem Jahre 1917 über den Einsatz der deutschen Luftstreitkräfte an der Westfront im Ersten Weltkrieg.

## Handlung
Der Film zeigt Kampfszenen zwischen deutschen Fliegern und ihren Gegnern von der Entente. „Man erlebt die Fliegerkämpfe in nächster Nähe, jede einzelne Phase eines solchen Dramas in den Lüften, bis endlich der Schuß trifft und das feindliche Flugzeug wie eine große rauchende Fackel zur Erde torkelt.“ Zentrale Szenen dieses für die Militärfliegerei werbenden und propagandistischen Kurzfilms sind einzelne Luftkämpfe, bei denen jedoch, um die heroische Wirkung zu erhalten, natürlich der Absturz der gegnerischen Kampfflugzeuge im Mittelpunkt steht.

## Produktionsnotizen
Luftkämpfe. Ein Tag bei einer Jagdstaffel im Westen wurde mit ausdrücklicher Genehmigung des Kommandierenden Generals der deutschen Luftstreitkräfte von der Messter-Film hergestellt. Der Einakter mit einer Länge von 491 Metern passierte die Filmzensur im August 1917, wurde für die Jugend freigegeben und wohl bald darauf uraufgeführt. Die österreichische Premiere war für den 4. Januar 1918 vorgesehen.

## Kritiken
„Ein geradezu elementarer Film, gleichsam als ob wie in einem der unsrigen Kampfflugzeuge sitzen, durchleben wir die ganzen Vorgänge. Im einzelnen haben wir ja schon öfters Szenen aus dem Leben und Wirken unserer Flieger gesehen, aber so wie hier, wo uns jede Phase der Tätigkeit unserer Lufthelden vorgeführt wird, denn doch noch nicht. Den Höhepunkt bildet zweifellos der Kampf mit einem feindlichen Flieger, und wenn das feindliche Flugzeug erst noch brennend durch die Luft jagt und dann, von den Flammen verzehrt, die fürchterliche Höhe herunterstürzt, dann bleibt das Herz des Zuschauers fast stehen. Ein schaurig-schönes Bild, erschütternd und erhebend zugleich, ist dieser Film ein gewaltiges Zeitdokument. Er ist auch ein bedeutsames kinematographisches Ereignis, denn er bedeutet einen Triumph der Photographie.“

„…eine allererstklassige Aktualität von selten gesehener Schönheit, die uns mitten in die erbitterten Kämpfe versetzt, welche sich hoch in den Lüften abspielen. Jedes einzelne Bild zeigte eine neue Phase des Kampfes und alles so klar und betulich, als ob wir uns in nächster Nähe des Kriegsschauplatzes befänden, so daß man mit atemloser Spannung alle Vorgänge, die sich vor uns abspielen, verfolgte.“